# ابراهیم ایمورو
ابراهیم ایمورو (انگلیسی: Ibrahim Imoro؛ زادهٔ ۲ اکتبر ۱۹۹۹) بازیکن فوتبال اهل غنا است.
وی همچنین در تیم ملی فوتبال غنا بازی کرده است.